# Surfside Beach (Texas)
Surfside Beach è un centro abitato degli Stati Uniti d'America, situato nella contea di Brazoria dello Stato del Texas.

## Società

### Evoluzione demografica
Secondo il censimento del 2010, 793 persone, 352 nuclei familiari, e 197 famiglie risiedevano nella città. La densità di popolazione era di 427,7 persone per miglio quadrato (165,5/km²). C'erano 879 unità abitative a una densità media di 492,7 per miglio quadrato (190,7/km²). ("La composizione etnica della città era formata dal 92,66% di bianchi, l'1.97% di afroamericani, lo 0,52% di nativi americani, lo 0,26% di asiatici, lo 0,26% di isolani del Pacifico, il 2,10% di altre razze, e il 2,23% di due o più etnie. Ispanici o latinos di qualunque razza erano il 3,93% della popolazione.
Dei 352 nuclei familiari, il 19,9% avevano figli di età inferiore ai 18 anni, il 43,5% erano coppie sposate conviventi, il 7,4% aveva un capofamiglia femmina senza marito, e il 44,0% non erano famiglie. Circa il 32,1% di tutti i nuclei familiari erano individuali e il 4,8% aveva componenti con un'età di 65 anni o più che vivevano da soli. Il numero di componenti medio di un nucleo familiare era di 2,15 e quello di una famiglia era di 2,68.
Vi erano il 18,6% di persone sotto i 18 anni, il 5,8% di persone dai 18 ai 24 anni, il 31,5% di persone dai 25 ai 44 anni, il 33,2% di persone dai 45 ai 64 anni, e l'11,0% di persone di 65 anni o più. L'età media era di 42 anni. Per ogni 100 femmine, c'erano 111,9 maschi. Per ogni 100 femmine dai 18 anni in giù, c'erano 118,7 maschi.
Il reddito medio di un nucleo familiare era di 77.778 dollari, e per una famiglia era di 83.333 dollari. I maschi avevano un reddito medio pro capite di 50.556 dollari contro i 35.625 dollari delle femmine. Il reddito medio pro capite totale era di 44.081 dollari. Circa il 7,4% delle famiglie e il 9,6% della popolazione erano sotto la soglia di povertà, incluso il 21,1% di persone sotto i 18 anni e il 3,8% di persone di 65 anni o più.